# Aethelflaed (krater)
Aethelflaed är en nedslagskrater med en diameter på ungefär 20 kilometer, på planeten Venus. Aethelflaed har fått sitt namn efter Ethelfleda, drottning av Mercia.